# おたく☆まっしぐら
『おたく☆まっしぐら』は、2006年9月29日に発売された銀時計制作のアダルトゲーム。秋葉原を舞台とし、漢（オタク）を題材とした作品である。

## 概要
主人公は『アニメ』『ゲーム』などといった6種類のオタクジャンル、総合的なオタクとしてのレベルを表す『漢度』、さらには『性欲』などのパラメータを持ち、ユーザーが入力した日ごとの行動予定によってその値が変化する。そしてそれらの値によってシナリオが分岐するという特殊なフラグシステムを採用している。
そのような複雑なシステムを採用したことの弊害として、このゲームには極めて多くのバグが存在している。初回版発売当初は、特定のヒロインが攻略不能であったり、明らかにシナリオの途中で突然エンディングに飛んでしまったりと深刻なバグが多かった。2006年11月までに2回修正パッチが公開され、一部の問題は修正されたが、未だに特定のイベントが発生しない、使用されないCGが存在する、突然声なしになるなどといった多くの問題が解決されていない。

## ストーリー
（出典：）
主人公・本郷明はホストのような外見をしているが、濃いオタクである。卒業と同時に上京し憧れていた秋葉原に来た明は、あふれる人混み・コスプレ・美少女ゲームの看板など想像以上のオタクっぷりな街に感動する。オタク街に興奮する明は、地元では出会えなかったようなオタクの少女達と出会う。

## 登場キャラクター
ヒロインのキャラクター名は、主としてJAM PROJECTメンバーをはじめとするアニメソング歌手名のパロディになっている。また、作品全体としてもギャグ路線であり、作中にはさまざまなパロディキャラクターが登場する。
本郷明（ほんごう あきら）
本作品の主人公。高校卒業後、地元を飛び出して上京してきた。ホストのような外見だが、生粋の「漢（おたく）」である。妹の名前は重美。
福山美月（ふくやま よしつき）
声：榊原ゆい
主人公を追いかけて秋葉原へやってきた、幼馴染の少女。へこたれない性格で、オタクごとには疎かったが、作中でネットオタクになる。
奥井朝美（おくい あさみ）
声：風音
主人公とはバイト仲間の、有名コスプレイヤー。好きな事柄（コスプレ）には固い信条、ポリシーをもち、しっかりした性格だが、おだてられると弱い。
陽籐麗南（ようどう れいな）
声：青山ゆかり
フィギュア製作に凝っている社長令嬢。屋敷の自室を工房代わりにしている。羽鳥というメイドがいる。
高透涼香（たかすき すずか）
声：金田まひる
元傭兵の両親を持った、ガンオタクの少女。明朗な性格で、ガンシューティングやサバイバルゲームの腕は超一流。エリザベスという、よく似た妹がいる。
佐々木操（ささき みさお）
声：一色ヒカル
「女帝」の通り名を持った、凄腕ゲーマー。現在就職活動中。
景山瑛（かげやま えい）
声：北都南
友達が少なめの、陰謀オタクの謎の少女。オカルトや陰謀、UFOなどを好む。
櫛田綺羅（くしだ きら）
声：成瀬未亜
異性に不慣れで、細々とアルバイトをして暮らすおっとりした女性。隠れオタクで、同人活動も行っている。人畜無害な部長（男性）と、田代モツ代という同人仲間がいる。
上野久里（うえの くり）
声：大波こなみ
女性的な外見をしている少年。悪漢たちに襲われそうになったところを、偶然主人公に助けられる。襟の部分で口元を隠すように服を着ており、それが性器の状態を暗喩している。いわゆる二重人格で、襟の状態により、男らしい真人格と、女の子じみた通常人格とを交互する。
かぶる
デスクトップ・ナビゲーションソフトのキャラクター。最後に「?」をつけ疑問形で解説するのが特徴。

## スタッフ
- 原画[1]
  - 神無月ねむ
  - ラッキョ
- シナリオ[1]
  - 田中ロミオ
- 主題歌[1]
  - 榊原ゆい「Favorite Love」